# In màn hình

Bàn phím tiếng Anh của Mỹ dành cho PC với phím in màn hình được khoanh tròn

In màn hình (thường được viết tắt Prt Scr, Print Scrn, Prt Scn, Prt Sc, hay Prnt Scrn) là một phím xuất hiện trong phần lớn bàn phím dành cho PC. Nó thường nằm trong cùng một nhóm với phím break và phím scroll lock.  Phím in màn hình được dùng chung với yêu cầu hệ thống.

## Các dùng nguyên thủy
Ở các hệ điều hành dạng dòng lệnh như MS-DOS, phím này sẽ làm cho nội dung trong bộ nhớ đệm màn hình chép sang cổng máy in chuẩn, thường là LPT1. Nói một cách tóm tắt, tất cả những gì hiện có trên màn hình sẽ được in ra khi nhấn phím.

## Cách dùng ngày nay
Các hệ điều hành thế hệ mới hơn sử dụng giao diện đồ họa để chép các hình ảnh bitmap của màn hình hiện tại vào clipboard hoặc các khu vực lưu trữ tương tự, rồi có thể được chèn vào văn bản như một ảnh chụp màn hình. Một vài shell cho phép chỉnh sửa hành vi chính xác sử dụng các phím bổ trợ như phím control.
Trong Microsoft Windows, nhấn phím in màn hình sẽ bắt toàn bộ màn hình, còn nếu nhấn phím alt tổ hợp với in màn hình sẽ bắt cửa sổ hiện hành mà thôi. Hình ảnh bắt được có thể được dán vào một chương trình soạn thảo như word processor, email, hoặc phần mềm đồ họa. Nhấn phím in màn hình, với cả phím alt lẫn phím shift, sẽ mở chế độ tương phản cao cho những người mắt kém.
Trong môi trường máy để bàn GNOME và KDE, phím in màn hình cũng có hành vi tương tự như Microsoft Windows. Tuy nhiên, một cửa sổ sẽ tự động bật ra, hỏi có muốn lưu hình chụp màn hình vào tập tin hay không (mặc định là định dạng PNG).
Các máy tính Macintosh không sử dụng phím In màn hình. Thay vào đó, tổ hợp phím command-shift-3 cho ra chức năng tương tự, lưu hình ảnh vào tập tin trên đĩa.
Trên máy tính RISC OS, phím In màn hình sẽ mở ra một hộp thoại in ấn, tương tự như nhấn Ctrl+P trong Microsoft Windows hoặc Command+P trong Macs.